# Brooklyn Supreme
Pour les articles homonymes, voir Brooklyn (homonymie).
Brooklyn "Brookie" Supreme (né le 12 avril 1928, mort le 6 septembre 1948) est un étalon aubère de race belge, connu pour son très grand format. Bien que l'information soit contestée, ce cheval pourrait être le détenteur du record du monde du plus lourd (mais pas du plus grand) cheval. Il a été désigné comme le cheval le plus grand et le plus lourd du monde,. Il mesurait 19,2 mains (1,98 m) et pesait 1 451 kg, avec un tour de poitrine de 3,10 mètres,,. Ses fers à cheval requéraient 76,2 cm de fer.

## Histoire
Ce cheval, surnommé « Brookie », est né à Minneapolis, dans une ferme du Minnesota appartenant à Earle Brown, qui l'expose pour la première fois. Avant de devenir surdimensionné, l'étalon avait été un « Grand Champion de sa race dans de nombreuses foires de l'État » (had been Grand Champion of his breed in many state fairs). L'un de ses arrière-grands-pères était un autre célèbre cheval, Farceur 7332.
Pour la grande partie de l'époque de sa renommée, Brooklyn Suprême était la propriété de Charles Grant Good d'Ogden, dans l'Iowa ; Ralph M. Fogleman, de Callender, a monté en partenariat avec Good une exhibition itinérante autour de ce cheval dans tous les États-Unis, demandant 10 cents à chaque spectateur contre le droit de voir l'animal.

## Description
D'après Maurice Telleen, contrairement à d'autres chevaux connus pour leurs records de taille, Brooklyn Supreme est physiquement harmonieux, ne ressemblant pas à un « monstre ».